# Перша теорема Ляпунова
Перша теорема Ляпунова стверджує що необхідною і достатньою умовою для того щоб всі власні числа {\displaystyle n\times n} матриці {\displaystyle \mathrm {A} } мали від'ємні дійсні частини є наявність розв'язку наступного рівняння:
{\displaystyle \mathbf {A^{T}} \mathbf {V} +\mathbf {V} \mathbf {A} =-I,}
де {\displaystyle \mathbf {V} } - це {\displaystyle n\times n} матриця і {\displaystyle (\mathbf {x} ,\mathbf {Vx} )} - додатноозначена квадратична форма.